# Вакуумне сушіння
Ва́куумне суші́ння (англ. vacuum drying) — сушіння, що відбувається у герметичних камерах за тиску, нижчого від атмосферного. Найбільшого поширення набув при сушінні деревини. Вакуумну сушарку можна використовувати для сушіння термочутливих гігроскопічних і токсичних матеріалів.
Використання зниженого тиску середовища для зневоднювання матеріалів (деревини, целюлози тощо) викликане бажанням прискорити цей процес за рахунок використання додаткових резервів сушіння — не лише градієнтів температури та вологості, але і градієнта тиску.

## Особливості процесу
Матеріал, що висушується, поміщають у спеціальний автоклав чи герметичну камеру, де створюється розрідження повітря. Оскільки температура кипіння води у вакуумі є нижчою, ніж при атмосферному тиску, то, створюючи вакуум глибиною 0,9 кг/см², температуру сушильного агента можна знизити до 40…45 °С. У такий спосіб можна вести інтенсивний і, разом з тим, низькотемпературний процес сушіння при повному збереженні природних властивостей деревини.
Безпосередньо вакуумний спосіб сушіння не забезпечує необхідну експлуатаційну вологість матеріалу і застосовується лише для сушіння пиломатеріалів до транспортної вологості, тобто до WK = 22 %. Поєднання ж даного способу з кондуктивним, конвективним чи діелектричним дозволяє досягти необхідної кінцевої вологості при скороченні тривалості процесу у 2…10 разів.

## Різновиди вакуумного сушіння
Вакуумно-кондуктивний спосіб сушіння здійснюється при постійному протягом процесу у вакуумі і контактному нагріванні деревини плитами, розміщеними усередині штабеля замість прокладок. За даними фірм «Hildebrand», «Citomak» такий спосіб скорочує тривалість процесу у 3 рази у порівнянні з камерним сушінням нормальними режимами. Але він має низку істотних недоліків: велика трудомісткість вантажно-розвантажувальних робіт; значна нерівномірність і розподіли кінцевої вологості за товщиною матеріалу і, відповідно, великі внутрішні напруження; мала місткість камер. У силу цих недоліків вакуумно-кондуктивні камери не одержали широкого застосування в промисловості.
Вакуумно-конвективний спосіб сушіння може здійснюватися при циклічному нагріванні і вакуумуванні, тобто зі скиданням тиску, а також в умовах постійного вакууму.
У першому випадку матеріал спочатку прогрівають, а потім піддають вакууму. У деревині, нагрітій до температури кипіння води, відбувається википання вільної води з порожнин клітин за рахунок акумульованої теплоти. Пара, що утворилася, видаляється з матеріалу під дією надлишкового тиску. Після припинення пароутворення, тобто охолодження деревини, її знову нагрівають, і цикл багаторазово повторюють до досягнення необхідної кінцевої вологості. Тривалість циклів і їхні параметри залежать від породи, товщини і вологості матеріалу. Такий спосіб дає скорочення тривалості процесу у 4…5 разів порівняно з конвективним способом при високій якості сушіння.
Сушіння при постійному неглибокому вакуумі 0,2 кг/см² і одночасному конвективному нагріванні дає також добру якість. Тривалість процесу при цьому не зменшується, а відповідає конвективному сушінню. Собівартість сушіння є у 3 рази нижчою за рахунок використання теплоти конденсації випаруваної води і застосування низьких температур сушильного агента.
Вакуумно-конвективний спосіб сушіння набуває усе більшої популярності.
При вакуумно–діелектричному (вакуумно-мікрохвильовому) способі сушіння нагрівання матеріалу до 45…50 °С здійснюється за рахунок енергії високочастотного електромагнітного поля та при постійному вакуумі. Деревина знаходиться в середовищі майже чистої пари малого тиску, завдяки чому процес відбувається при малому перепаді вологості по товщині сортиментів і незначних внутрішніх напружень. Тривалість сушіння у цьому випадку зменшується до 10-12 разів. Однак вакуумно-діелектричний спосіб не позбавлений недоліків. По-перше, вартість сушіння при такому способі досить велика через високу вартість і складність устаткування, а також через великі енерговитрати. По-друге, з досвіду експлуатації вакуумно-діелектричних камер випливає, що поки не вдалося досягти високої якості сушіння: матеріал через нерівномірність електромагнітного поля має занадто великий розкид кінцевої вологості.

## Технічні засоби вакуумного сушіння
- Гребкова вакуумна сушарка